# José Luis Cruz
Pour les articles homonymes, voir Cruz.
José Luis Cruz Figueroa (né le 9 février 1952 à San Juancito au Honduras et mort le 27 janvier 2021, à San Pedro Sula) est un joueur de football international hondurien qui évoluait au poste de défenseur.

## Biographie

### Carrière en club
José Luis Cruz joue principalement en faveur du Club Deportivo Motagua et du Real España.
Il remporte au cours de sa carrière quatre titres de champion du Honduras.

### Carrière en sélection
José Luis Cruz joue en équipe du Honduras entre 1971 et 1982.
Il figure dans le groupe des sélectionnés lors de la Coupe du monde de 1982. Lors du mondial organisé en Espagne, il joue un match contre l'Irlande du Nord.

## Palmarès
| Real España - Championnat du Honduras (2) : - Champion : 1975 et 1976. - Vice-champion : 1977 et 1978. - Copa Interclubes UNCAF : - Finaliste : 1979 |  | Motagua - Championnat du Honduras (2) : - Champion : 1970-71 et 1973. - Vice-champion : 1974 et 1982. |